# Кобилюх Василь Олексійович
Васи́ль Олексі́йович Кобилю́х (нар. 12 червня 1935, село Журавники, нині Пустомитівського району Львівської області - 3 вересня 2018[джерело?]) — український лікар, поет, санскритолог.

## Біографія
1953 року закінчив Львівську фельдшерсько-акушерську школу. За направленням державних органів охорони здоров'я працював у селі. 1958 року став студентом українського відділення філологічного факультету Львівського університету. Знання санскриту вдосконалював із першого курсу, коли на нього звернув увагу доцент Петро Коструба. На п'ятому курсі написав дипломну роботу «Українська мова і санскрит». Проте через заходи, вжиті парткомом КПРС і КДБ, Кобилюха не допустили до захисту, виключили з університету.
1967 року Василь Кобилюх закінчив Львівський медичний інститут (нині Львівський національний медичний університет імені Данила Галицького). Працював у Городку Львівської області лікарем-терапевтом. Одночасно викладав німецьку мову у вечірній школі. 15 червня 1968 року в районній газеті «Серп і молот», що видавалася в Городку, було надруковано вірші Кобилюха «Гуцульське сяйво», «Спокій», «Веселий тракторист» та «Надвечір'я», за що звільнили літературного працівника газети.
Після одруження у 1969 році лікар переїхав на роботу до Львова, але підтримує зв'язки з Городком, зокрема, з районним товариством «Просвіта».
Працюючи терапевтом, Кобилюх санскрит не полишив: вечорами та ночами, у вихідні та під час відпусток здійснював санскритологічні дослідження, розвідки з історії мови, порівняльного мовознавства й історії. Тільки 1997 року (через 34 роки після написання) захистив роботу «Українська мова і санскрит» та здобув диплом про закінчення Львівського університету.
Брав участь у створенні «Орфографічного словника українських медичних термінів» (Львів, 1993 рік, на 33 тис. слів) і двотомного «Українсько-латинсько-англійського медичного тлумачного словника» (Львів, 1995 рік, на 33 тис. слів), «Українсько-латинсько-англійського медичного енциклопедичного словника у 4 томах» (Київ, 2012 (Т. 1) на 52 тис. медичних термінів із 36 основних спеціяльностей).
Автор численних публікацій в українських («Дзвін», «Мандрівець», «Ґрегіт», «Ґражда» «Український світ» та ін.) та зарубіжних журналах, а також у періодичній пресі («Народний лікар України», «Літературний Львів», «Літературна Україна», «Столиця», «Слово Просвіти», «За вільну Україну», «Українське слово»).
Автор поетичної збірки «Прийшла до мене Україна», яка складається з трьох частин: «Прийшла до мене Україна», «З коханням живе Україна», «Все найкраще дітям». Член Української асоціації письменників Західного регіону.

## Оцінка мовознавчих досліджень
Доктор філологічних наук Олександр Тараненко розглядає творчість Василя Кобилюха в галузі лінгвістики як сучасну мовознавчу міфотворчість.

## Видані книги
- Українські козацькі назви у санскриті. — Київ — Донецьк: Наука і освіта, 2003. — 244 с.
- 167 синонімічних назв Землі у санскриті. — Тернопіль: Мандрівець, 2009. — 207 с.
- Душа Японії: айни очима українця і санскриту. — Тернопіль: Мандрівець, 2010. — 135 с.
- Праукраїна і Санскрит. — Тернопіль: Мандрівець, 2011. — 512с.
- Музика Праукраїни та її відлуння у Санскриті.— Тернопіль: Мандрівець, 2015.— 480 с.

## Окремі публікації
- Із глибин праісторії: Іван Франко і санскрит // Літературна Україна. — 2006. — 20 квітня. — С. 7.